# والتر اشمیدینگر
والتر اشمیدینگر (آلمانی: Walter Schmidinger؛ ‏ ۲۸ آوریل ۱۹۳۳ – ۲۸ سپتامبر ۲۰۱۳) بازیگر اهل اتریش بود.
از فیلم‌هایی که وی در آن نقش داشته‌است، می‌توان به عابر پیاده، از زندگی عروسکان خیمه‌شب‌بازی، مرثیه، تخم مار، درک، هانوسن و عصر یخبندان اشاره کرد.